# جردن تل
جردن تل (انگلیسی: Jordan Tell؛ زادهٔ ۱۰ ژوئن ۱۹۹۷) بازیکن فوتبال اهل فرانسه است.
از باشگاه‌هایی که در آن بازی کرده‌است می‌توان به باشگاه فوتبال کلرمون فوت، باشگاه فوتبال رن، باشگاه فوتبال والنسین، و باشگاه فوتبال کان اشاره کرد.
وی همچنین در تیم‌های ملی فوتبال France national under-16 football team، زیر ۱۷ سال فرانسه، زیر ۱۸ سال فرانسه، و زیر ۲۰ سال فرانسه بازی کرده‌است.